# 维亚拉迪帕德若
维亚拉迪帕德若（法語：Viala-du-Pas-de-Jaux，法語發音：[vjala dy pa də ʒo]）是法国阿韦龙省的一个市镇，属于米约区。

## 地理
维亚拉迪帕德若（43°57'24"N, 3°3'20"E）面积18.95 平方千米，位于法国奧克西塔尼大區阿韦龙省，该省份为法国南部内陆省份，位于法國中央高原南部，北起顺时针与康塔爾省、洛泽尔省、加尔省、埃罗省、塔恩省、塔恩-加龙省和洛特省接壤。
与维亚拉迪帕德若接壤的市镇（或旧市镇、城区）包括：普拉迪讷堡、塞尔农河畔拉帕努斯、塞尔农河畔圣厄拉利、圣让和圣保罗、图讷米尔。

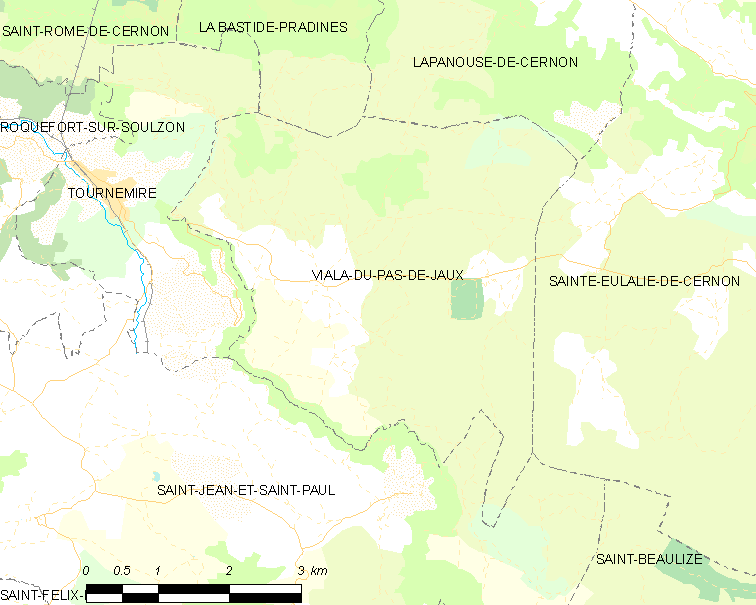
维亚拉迪帕德若的OSM定位图

维亚拉迪帕德若的时区为UTC+01:00、UTC+02:00（夏令时）。

## 行政
维亚拉迪帕德若的邮政编码为12250，INSEE市镇编码为12295。

## 政治
维亚拉迪帕德若所属的省级选区为科斯-鲁日耶县。

## 人口

1962-2008年间维亚拉迪帕德若人口变化图示

维亚拉迪帕德若于2022年1月1日时的人口数量为88人。